# کورخوف پیروشه

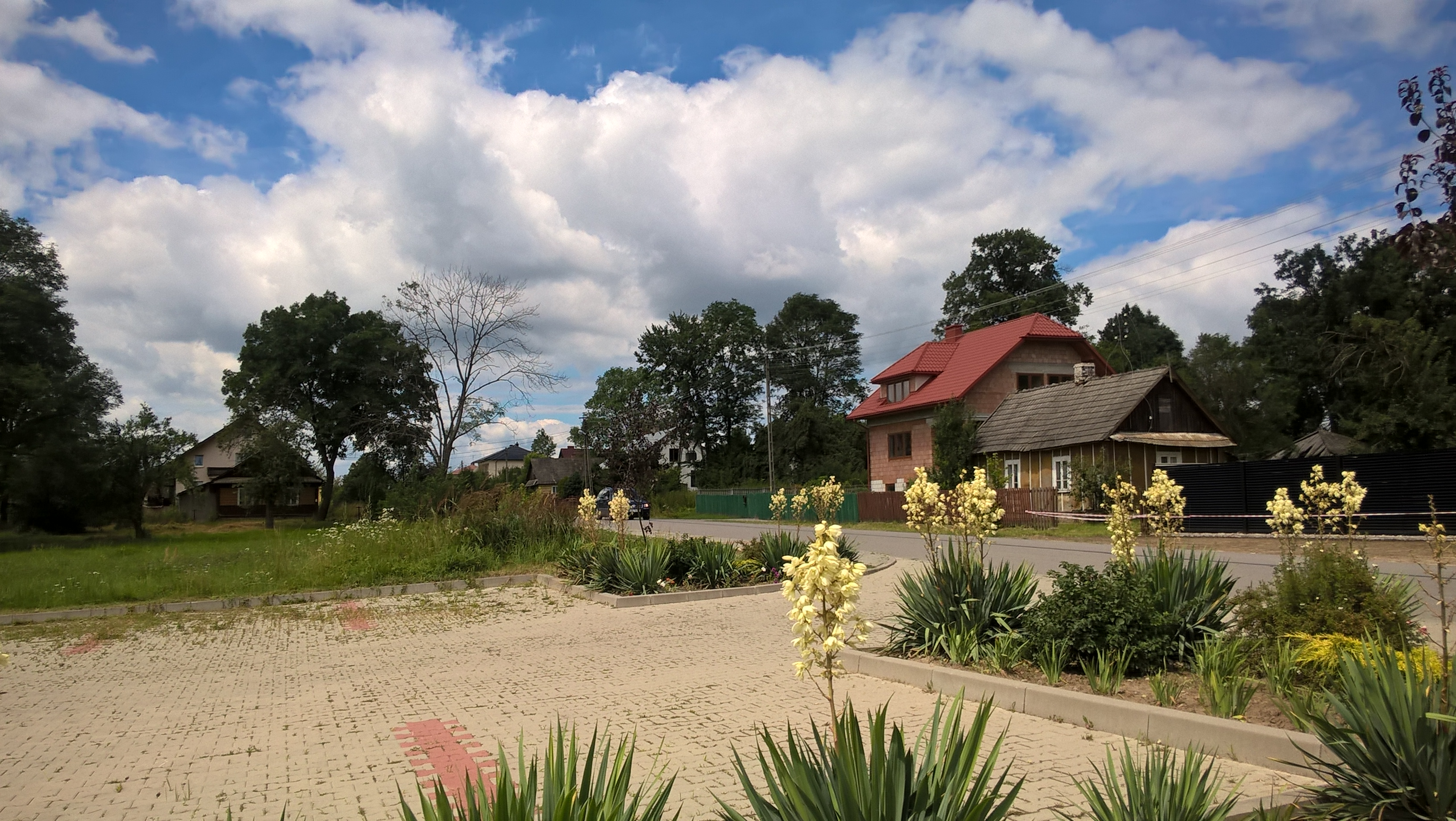
کورخوف پیروشه

کورخوف پیروشه (به لهستانی:  Korchów Pierwszy) یک روستا در لهستان است که در گمینا کشنژپول واقع شده‌است. کورخوف پیروشه  ۷۵۰ نفر جمعیت دارد.